# Луи-Дрейфус, Джулия
Джу́лия Ска́рлетт Эли́забет Луи́-Дре́йфус (англ. Julia Scarlett Elizabeth Louis-Dreyfus; ˈluːi ˈdraɪfəs; род. 13 января 1961, Нью-Йорк) — американская актриса, комик и продюсер, широко известная благодаря ключевым ролям в комедийных телесериалах «Сайнфелд», «Новые приключения старой Кристин» и «Вице-президент».
Дрейфус получила известность после участия в шоу «Субботним вечером в прямом эфире» в начале 1980-х. В 1989 году Луи-Дрейфус исполнила роль Элейн Бенес в сериале «Сайнфелд». Эта роль в течение девяти сезонов принесла ей премии «Эмми», «Золотой глобус» и награду Гильдии киноактёров США. В 2002 году актриса и её муж выпустили сериал «Наблюдайте Элли», который продлился два сезона. После игры в таких шоу, как «Умерь свой энтузиазм» и «Замедленное развитие», Луи-Дрейфус получила свою вторую премию «Эмми» за роль Кристины Кэмпбелл в сериале «Новые приключения старой Кристин», который продолжался пять сезонов. В 2010 году актриса удостоилась именной звезды на Голливудской «Аллее славы» за вклад в развитие телевизионного вещания. В период с 2012 по 2019 годы исполняла главную роль в сериале «Вице-президент», за который удостоилась девяти премий «Эмми» (шести премий как актриса и трёх премий как продюсер).

## Ранние годы
Луи-Дрейфус родилась в Нью-Йорке, в семье Джудит, учителя и писателя, и Жерара Луи-Дрейфюса (известного как Уильям Луи-Дрейфус), адвоката и бизнесмена. Её дедушкой по отцовской линии был Пьер Луи-Дрейфюс, эльзасский еврей, воевавший во французском Сопротивлении во время Второй мировой войны, сын основателя Louis Dreyfus Group Леопольда Луи-Дрейфуса. Её родители развелись через год после её рождения. После переезда в Вашингтон, когда Джулии было восемь лет, её мать вышла замуж за Л. Томпсона Боулза, декана Медицинского университета имени Джорджа Вашингтона.
Луи-Дрейфус имеет двух единокровных сестёр, Эмму (16.06.1974—13.08.2018) и Фиби. Её дядей был владелец «Луи-Дрейфус групп», крупной коммерческой фирмы, миллиардер Роберт Луи-Дрейфус (1946—2009), бывший генеральный директор Adidas и владелец футбольного клуба Олимпик.
Её младшая единоутробная сестра, актриса Лорен Боулз, появилась в эпизоде сериала «Сайнфелд» и «Новые приключения старой Кристин», а также в фильме «Мир призраков».
Луи-Дрейфус провела своё детство в нескольких штатах и странах из-за работы отчима над проектом Health Opportunities for People Everywhere, включая Шри-Ланку, Колумбию и Тунис. Она получила высшее образование в школе Холтон-Армс в Бетесде, Мэриленд в 1979 году и посещала Северо-Западный университет в Эванстоне, Иллинойс, где она изучала театр и была членом женского клуба «Дельта-Гамма». После трёх лет учёбы она ушла, чтобы начать сниматься в шоу «Субботним вечером в прямом эфире»; позднее, в 2007 году, получила степень Доктора искусств северо-западного университета.

## Карьера

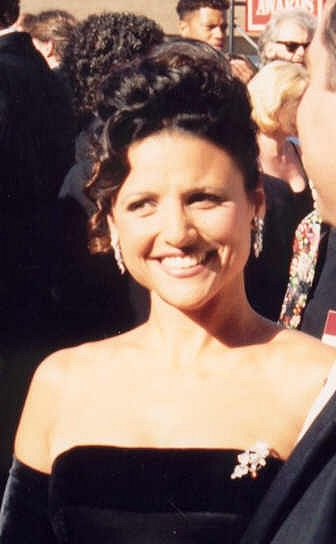
Луи-Дрейфус на премии «Оскар» в 1994 году

Луи-Дрейфус была в актёрском составе шоу «Субботним вечером в прямом эфире» с 1982 по 1985 год, которая вместе с актрисой Эбби Эллиот была самой молодой актрисой в нём. На шоу она встретила сценариста Ларри Дэвида, который был сопродюсером «Сайнфелда». Луи-Дрейфус на протяжении нескольких лет появлялась в небольших ситкомах и фильмах, и широко известной ролью является Элейн Бенес в сериале «Сайнфелд», в котором она играла на протяжении девяти сезонов с 1990 по 1998 год, за исключением трёх эпизодов.
После «Сайнфелда» Луи-Дрейфус начала сниматься в комедии «Смотрите Элли», который был отменён после показа двух сезонов. Джулия после этого стала рассматриваться, как «проклятая Сайнфелдом», термин, применяемый к актёрам, у которых после появления в популярном сериале или фильме возникают проблемы с поиском других ролей.
В 2010 годах сериал «Новые приключения старой Кристин» получил высокие рейтинги. Луи-Дрейфус получила премию «Эмми», через десять после получения этой премии за «Сайнфелд». Ссылаясь на проклятие, она сказала: «Я не верю в проклятия, но это проклятие, детка!»
У неё была роль второго плана, лживого прокурора и любовницы Майка Блатта, Мегги Лизер, в сериале «Замедленное развитие». Она также появилась в «Симпсонах», озвучивая Глорию в трёх эпизодах.
Она вернулась в качестве хозяйки в «Субботний вечер в прямом эфире» 13 мая 2006 года, став первой женщиной-хозяйкой вечера. Луи-Дрейфус появилась с бывшими партнёрами по «Сайнфелду» Джейсоном Александером и Джерри Сайнфелдом в открытом монологе, пародирующий «проклятие Сайнфелда». Она посмеялась над проклятием во время вручения «Эмми» в 2006 году. В этом шоу появился также один из создателей «Сайнфелда» Ларри Дэвид. Актрису приглашали в сериалы «Дурнушка» (роль получила Америка Феррера) и «Такая разная Тара» (роль получила Тони Коллетт).

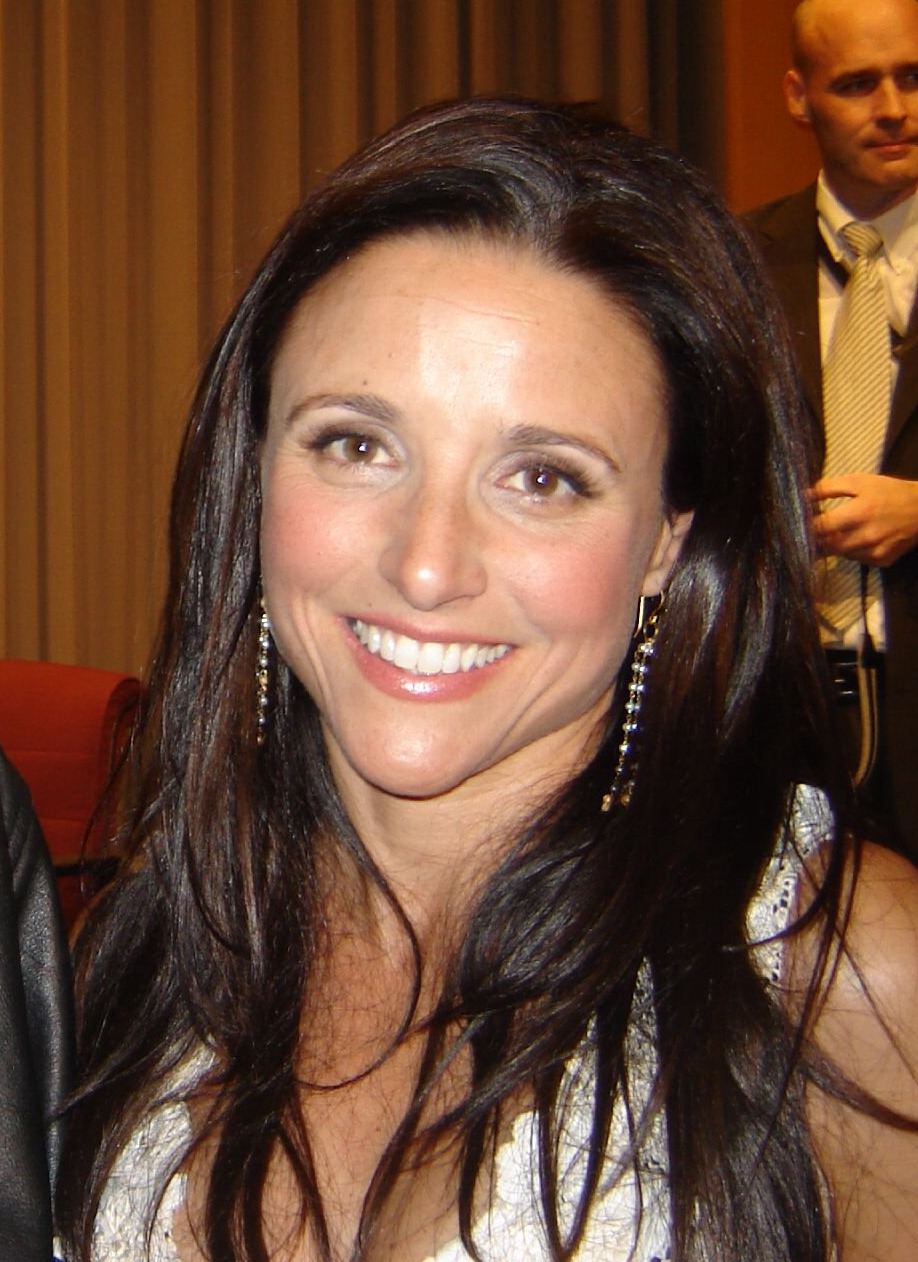
Луи-Дрейфус в 2007 году

Луи-Дрейфус получила звезду на Голливудской «Аллее славы» (звезда № 2407) 2 мая 2010 года. Первоначально в имени была ошибка: в имени отсутствовала буква «o» и дефис между фамилиями, Julia Luis Dreyfus. К 4 мая ошибки в звезде были исправлены.
Осенью 2009 года вместе с другими актёрами «Сайнфелда» она появилась в третьем, шестом, девятом и десятом эпизодах седьмого сезона ситкома Ларри Дэвида «Умерь свой энтузиазм».
Весной 2010 года Джулия Луи-Дрейфус появилась в сериале «Веб-терапия», с Лизой Кудроу в главной роли. Её героиня появляется с третьего сезона и является сестрой врача-терапевта Фионы (Кудроу).
Осенью 2010 года Дрейфус появилась в качестве приглашённого актёра в Live-эпизоде комедии «30 Rock», награждённой тремя премиями Эмми, во флешбеке которого снялась Тина Фей. Там было сказано, что у Дрейфус и Фей одинаковый комедийный стиль. Дрейфус была в числе выпускников шоу «Субботним вечером в прямом эфире», в числе которых такие звёзды как Рейчел Дретч, Билл Хадер, Трейси Морган и Алек Болдуин.
1 ноября 2010 года Луи-Дрейфус появилась в главной роли в специальном выпуске шоу «Женщины на субботнем вечере в прямом эфире» на канале NBC.
В начале 2011 года Джулия Луи-Дрейфус начала переговоры на участие в новой сатирической комедии «Вице-президент». Сценарий к комедии написал Армандо Ианнуччи, в котором рассказывается о женщине-сенаторе, ставшей вице-президентом, и что работа не совсем такая, как она ожидала. Премьера сериала состоялась весной 2012 года, а актриса за свою роль пять раз получила премию «Эмми».

## Личная жизнь
С 25 июня 1986 года Луи-Дрейфус замужем за актёром и комиком Брэдом Холлом, с которым она познакомилась во время обучения в Северо-Западном университете. У супругов есть двое сыновей — Генри Холл (род. 1 июля 1992) и Чарли Холл (род. 30 мая 1997).

### Проблемы со здоровьем
Когда Луи-Дрейфус было около 28 лет, она впервые забеременела, но позже у неё случился выкидыш и развилась инфекция, из-за которой она попала в больницу и была прикована к постели.
28 сентября 2017 года Луи-Дрейфус объявила, что 18 сентября, на следующий день после того, как она получила премию «Эмми» за «Лучшую женскую роль в комедийном сериале» за роль в сериале «Вице-президент», у неё диагностировали рак молочной железы. По состоянию на 9 ноября 2017 года, она прошла третий курс химиотерапии. 18 октября 2018 года она объявила, что выздоровела и вернулась к работе.

## Политика
Луи-Дрейфус поддерживала кандидатуру Альберта Гора на президентских выборах в США в 2000 году. В 2008 и 2012 годах она поддерживала Барака Обаму. На выборах в США в 2016 году она поддерживала кандидатуру Хилари Клинтон.

## Фильмография
| Год       | Название                         | Роль                           | Примечание                                            |
| --------- | -------------------------------- | ------------------------------ | ----------------------------------------------------- |
| 1982      | Субботним вечером в прямом эфире | Различные                      | 1982-1985 (57 эпизодов)                               |
| 1986      | Тролль                           | Джанетт Купер                  |                                                       |
| 1986      | Ханна и её сёстры                | Мэри                           |                                                       |
| 1986      | Душа мужчины                     | Лиза Стимсон                   |                                                       |
| 1986      | Искусство быть Ником             | Рейчел                         | Телевизионный фильм                                   |
| 1988      | Семейная связь                   | Сьюзан Уайт                    | Эпизод: «Read It and Weep: Part 2»                    |
| 1988      | День за день                     | Эйлин Свифт                    | 1988-1989 (33 эпизода)                                |
| 1989      | Рождественские каникулы          | Марго Честер                   |                                                       |
| 1990      | Сайнфелд                         | Элейн Бенеш                    | 1990-1998 (173 эпизода)                               |
| 1992      | Динозавр                         | Хитер Уортингтон (озвучивание) | Эпизод: «Slave to Fashion»                            |
| 1993      | Джек-Медведь                     | Пегги Этингер                  |                                                       |
| 1994      | Норт                             | Мама Норта                     |                                                       |
| 1995      | Одинокий парень                  | Тина                           | Эпизод: «Mugging»                                     |
| 1996      | Лондонский размер                | Дебра Долби                    | Телевизионный фильм                                   |
| 1997      | День отца                        | Кэрри Лоуренс                  |                                                       |
| 1997      | Доктор Кац                       | Джулия (озвучивание)           | Эпизод: «Ben Treats»                                  |
| 1997      | Разбирая Гарри                   | Лесли                          |                                                       |
| 1997      | Эй, Арнольд!                     | Мисс Фельтер (озвучивание)     | Эпизод: «Helga’s Boyfriend/Crush on Teacher»          |
| 1998      | Приключения Флика                | Атта (озвучивание)             |                                                       |
| 1999      | Скотный двор                     | Молли (озвучивание)            |                                                       |
| 2000      | Джепетто                         | Голубая фея                    |                                                       |
| 2000      | Умерь свой энтузиазм             | Сыграла саму себя              | 2000-2001 (4 эпизода)                                 |
| 2001      | Симпсоны                         | Глория (озвучивание)           | Эпизод: «A Hunka Hunka Burns in Love»                 |
| 2002      | Смотря Элли                      | Элеанор Риггс                  | 2002-2003 (17 эпизодов)                               |
| 2004      | Замедленное развитие             | Мегги                          | Эпизод: «Altar Egos» Эпизод: «Justice Is Blind»       |
| 2005      | Замедленное развитие             | Мегги                          | Эпизод: «Out on a Limb» Эпизод: «Hand to God»         |
| 2006      | Новые приключения старой Кристин | Кристина Кэмпбелл              | 2006-2010 (88 эпизодов)                               |
| 2007      | Симпсоны                         | Глория (озвучивание)           | Эпизод: «I Don’t Wanna Know Why the Caged Bird Sings» |
| 2008      | Симпсоны                         | Глория (озвучивание)           | Эпизод: «Sex, Pies and Idiot Scrapes»                 |
| 2009      | Умерь свой энтузиазм             | Сыграла саму себя              | 4 эпизода                                             |
| 2010      | Интернет-терапия                 | Шевон Хей                      | 3 эпизода                                             |
| 2010      | Студия 30                        | Лиз Лемон                      | Эпизод: «Live Show»                                   |
| 2011      | Picture Paris                    | Элен Ларсон                    |                                                       |
| 2012—2019 | Вице-президент                   | Селина Майер                   |                                                       |
| 2013      | Довольно слов                    | Ева                            |                                                       |
| 2020      | Вперёд                           | Лорел Лайтфут (озвучивание)    |                                                       |
| 2021      | Сокол и Зимний солдат            | Валентина Аллегра де Фонтейн   | 2 эпизода                                             |
| 2021      | Чёрная вдова                     | Валентина Аллегра де Фонтейн   |                                                       |
| 2022      | Чёрная пантера: Ваканда навеки   | Валентина Аллегра де Фонтейн   |                                                       |
| 2023      | Ты ранил мои чувства             | Бет                            |                                                       |
| 2023      | Что за люди                      | Шелли                          |                                                       |
| 2023      | Тьюздей                          | Зора                           |                                                       |
| 2025      | Громовержцы*                     | Валентина Аллегра де Фонтейн   |                                                       |

### Музыка
- «Nightshift» в альбоме Unexpected Dreams — Songs From the Stars (2006)
- "Wale — альбомы «The Vacation from Ourselves [Shout-Out]» и The Mixtape About Nothing (2008)

## Награды и номинации
- Национальная медаль США в области искусств за 2021 год (2023)[24].

| Год  | Награда                                   | Категория                                                       | Работа                            | Результат |
| ---- | ----------------------------------------- | --------------------------------------------------------------- | --------------------------------- | --------- |
| 1992 | Премия Эмми                               | Лучшая актриса второго плана в комедийном сериале               | Сайнфелд                          | Номинация |
| 1992 | Зрительская премия телевизионного вещания | Лучшая актриса второго плана в комедийном сериале               | Сайнфелд                          | Победа    |
| 1993 | Премия американской комедии               | Лучшая актриса в телевизионном сериале                          | Сайнфелд                          | Победа    |
| 1993 | Премия Эмми                               | Лучшая актриса второго плана в комедийном сериале               | Сайнфелд                          | Номинация |
| 1993 | Зрительская премия качеству телевидения   | Лучшая актриса второго плана в комедийном сериале               | Сайнфелд                          | Победа    |
| 1994 | Американская комедийная премия            | Лучшая актриса в телевизионном сериале                          | Сайнфелд                          | Победа    |
| 1994 | Премия Эмми                               | Лучшая актриса второго плана в комедийном сериале               | Сайнфелд                          | Номинация |
| 1994 | Премия Золотой глобус                     | Лучшая актриса в мини-сериале или телевизионном фильме          | Сайнфелд                          | Победа    |
| 1994 | Зрительская премия качеству телевидения   | Лучшая актриса второго плана в комедийном сериале               | Сайнфелд                          | Победа    |
| 1995 | Американская комедийная премия            | Лучшая актриса в телевизионном сериале                          | Сайнфелд                          | Победа    |
| 1995 | Премия Эмми                               | Лучшая актриса второго плана в комедийном сериале               | Сайнфелд                          | Номинация |
| 1995 | Премия Золотой глобус                     | Лучшая актриса в сериале, мини-сериале или телевизионном фильме | Сайнфелд                          | Номинация |
| 1995 | Премия Гильдии киноактёров                | Лучшая женская роль в комедийном сериале                        | Сайнфелд                          | Номинация |
| 1995 | Премия Гильдии киноактёров                | Лучший актёрский состав в комедийном сериале                    | Сайнфелд                          | Победа    |
| 1996 | Американская комедийная премия            | Лучшая женская роль в телевизионном сериале                     | Сайнфелд                          | Номинация |
| 1996 | Премия Эмми                               | Лучшая актриса второго плана в комедийном сериале               | Сайнфелд                          | Победа    |
| 1996 | Премия Гильдии киноактёров                | Лучшая женская роль в комедийном сериале                        | Сайнфелд                          | Номинация |
| 1996 | Премия Гильдии киноактёров                | Лучший актёрский состав в комедийном сериале                    | Сайнфелд                          | Номинация |
| 1997 | Американская комедийная премия            | Лучшая актриса в телевизионном сериале                          | Сайнфелд                          | Победа    |
| 1997 | Премия Эмми                               | Лучшая актриса второго плана в комедийном сериале               | Сайнфелд                          | Номинация |
| 1997 | Премия Гильдии киноактёров                | Лучшая женская роль в комедийном сериале                        | Сайнфелд                          | Победа    |
| 1997 | Премия Гильдии киноактёров                | Лучший актёрский состав в комедийном сериале                    | Сайнфелд                          | Победа    |
| 1998 | Американская комедийная премия            | Лучшая актриса в телевизионном сериале                          | Сайнфелд                          | Победа    |
| 1998 | Премия Эмми                               | Лучшая актриса второго плана в комедийном сериале               | Сайнфелд                          | Номинация |
| 1998 | Премия Гильдии киноактёров                | Лучшая женская роль в комедийном сериале                        | Сайнфелд                          | Победа    |
| 1998 | Премия Гильдии киноактёров                | Лучший актёрский состав в комедийном сериале                    | Сайнфелд                          | Победа    |
| 1999 | Американская комедийная премия            | Лучшая актриса в телевизионном сериале                          | Сайнфелд                          | Номинация |
| 1999 | Премия Гильдии киноактёров                | Лучшая женская роль в комедийном сериале                        | Сайнфелд                          | Номинация |
| 2001 | Американская комедийная награда           | Лучшая актриса в телевизионном сериале                          | Умерь свой энтузиазм              | Номинация |
| 2004 | Телевизионная премия Золотого Дерби       | Лучшая приглашённая актриса в комедийном сериале                | Замедленное развитие              | Победа    |
| 2005 | Телевизионная премия Золотого Дерби       | Лучшая приглашённая актриса в комедийном сериале                | Замедленное развитие              | Номинация |
| 2006 | Премия Эмми                               | Лучшая актриса в комедийном телесериале                         | Новые приключения старой Кристины | Победа    |
| 2006 | Премия Спутник                            | Лучшая актриса в сериале, музыкальной комедии                   | Новые приключения старой Кристины | Номинация |
| 2007 | Премия Эмми                               | Лучшая актриса в комедийном телесериале                         | Новые приключения старой Кристины | Номинация |
| 2007 | Телевизионная премия Золотого Дерби       | Лучшая актриса в комедийном сериале                             | Новые приключения старой Кристины | Номинация |
| 2007 | Премия Золотой глобус                     | Лучшая актриса в телевизионном сериале — музыкальная комедия    | Новые приключения старой Кристины | Номинация |
| 2007 | Приз зрительских симпатий                 | Популярная телевизионная звезда                                 | Новые приключения старой Кристины | Номинация |
| 2007 | Приз зрительских симпатий                 | Популярная комедийная звезда                                    | Новые приключения старой Кристины | Номинация |
| 2007 | Премия Спутник                            | Лучшая актриса в сериале, музыкальной комедии                   | Новые приключения старой Кристины | Номинация |
| 2007 | Премия Гильдии киноактёров                | Лучшая женская роль в комедийном сериале                        | Новые приключения старой Кристины | Номинация |
| 2008 | Премия Эмми                               | Лучшая актриса в комедийном телесериале                         | Новые приключения старой Кристины | Номинация |
| 2008 | Телевизионная премия Золотого Дерби       | Лучшая актриса в комедийном сериале                             | Новые приключения старой Кристины | Номинация |
| 2008 | Премия Спутник                            | Лучшая актриса в сериале, музыкальной комедии                   | Новые приключения старой Кристины | Номинация |
| 2009 | Премия Эмми                               | Лучшая актриса в комедийном телесериале                         | Новые приключения старой Кристины | Номинация |
| 2009 | Телевизионная премия Золотого Дерби       | Лучшая актриса в комедийном сериале                             | Новые приключения старой Кристины | Номинация |
| 2009 | Премия телевизионной страны               | Премия наследия смеха                                           |                                   | Победа    |
| 2010 | Премия Гильдии киноактёров                | Лучшая женская роль в комедийном сериале                        | Новые приключения старой Кристины | Номинация |
| 2010 | Премия Эмми                               | Лучшая актриса в комедийном телесериале                         | Новые приключения старой Кристины | Номинация |
| 2010 | Звезда Голливудской аллеи славы           | Вклад в индустрию телевизионного вещания                        |                                   | Победа    |
| 2012 | Премия Эмми                               | Лучшая актриса в комедийном телесериале                         | Вице-президент                    | Победа    |
| 2013 | Премия Золотой глобус                     | Лучшая актриса в телевизионном сериале — комедия или мюзикл     | Вице-президент                    | Номинация |
| 2013 | Премия Эмми                               | Лучшая актриса в комедийном телесериале                         | Вице-президент                    | Победа    |
| 2014 | Премия Золотой глобус                     | Лучшая актриса в комедии или мюзикле                            | Довольно слов                     | Номинация |
| 2014 | Премия Золотой глобус                     | Лучшая актриса в телевизионном сериале — комедия или мюзикл     | Вице-президент                    | Номинация |
| 2014 | Премия Гильдии киноактёров                | Лучшая женская роль в комедийном сериале                        | Вице-президент                    | Победа    |
| 2014 | Премия Гильдии киноактёров                | Лучший актёрский состав в комедийном сериале                    | Вице-президент                    | Номинация |
| 2014 | Премия Эмми                               | Лучшая актриса в комедийном телесериале                         | Вице-президент                    | Победа    |
| 2015 | Премия Золотой глобус                     | Лучшая актриса в телевизионном сериале — комедия или мюзикл     | Вице-президент                    | Номинация |
| 2015 | Премия Гильдии киноактёров                | Лучшая женская роль в комедийном сериале                        | Вице-президент                    | Номинация |
| 2015 | Премия Гильдии киноактёров                | Лучший актёрский состав в комедийном сериале                    | Вице-президент                    | Номинация |
| 2015 | Премия Эмми                               | Лучшая актриса в комедийном телесериале                         | Вице-президент                    | Победа    |
| 2016 | Премия Золотой глобус                     | Лучшая актриса в телевизионном сериале — комедия или мюзикл     | Вице-президент                    | Номинация |
| 2016 | Премия Гильдии киноактёров                | Лучшая женская роль в комедийном сериале                        | Вице-президент                    | Номинация |
| 2016 | Премия Гильдии киноактёров                | Лучший актёрский состав в комедийном сериале                    | Вице-президент                    | Номинация |
| 2016 | Премия Эмми                               | Лучшая актриса в комедийном сериале                             | Вице-президент                    | Победа    |
| 2017 | Премия Эмми                               | Лучшая актриса в комедийном сериале                             | Вице-президент                    | Победа    |